# Roberto Anselmo Kautsky
Roberto Anselmo Kautsky, conocido como Roberto Kautsky, nace y vive en Domingos Martins, región serrana de Espírito Santo, poseedora de una de las mayores biodiversidades del planeta. Orquidófilo, bromeliófilo, autodidacta, amador, doctor honoris causa de la Universidad Federal de Río de Janeiro, Honorary Trustee del Journal of Bromeliad Society (EE. UU.) y The Cryptanthus Society Journal y más de un centenar de títulos honoríficos.
En colaboración con científicos de Brasil y extranjeros, ha estudiado y revelado al mundo más de una centena de nuevas especies de la flora y fauna de esa región serrana de Espírito Santo, publicadas en libros y revistas especializadas.
Declaró en preservación un área de 30 ha de mata Atlántica de propiedad de su familia, y la enriqueció con más de 100.000 plantas de orquídeas, bromelias y demás plantas colectadas en desbosques ocurridos en los últimos treinta años en el Municipio de Domingos Martins.
En agosto de 2003, funda con un grupo de sus amigos el "Instituto Kautsky", para dar continuidad a su trabajo de estudio, pesquisa, preservación y recuperación de la flora de la región serrana do Espírito Santo.
Su padre, Roberto Carlos Kautsky, inmigrante austríaco llegado al Brasil en 1907, se interesó por la belleza de las orquídeas de la región, iniciando estudios de su Taxonomía y transmitiendo a su hijo los mismos intereses. Fue el fundador de la marca de refrigerios Coroa. 

## Honores

### Epónimos
Más de 40 especies se han nombrado en su honor, entre ellas:
- (Araceae) Philodendron kautskyi G.S.Bunting 1987
- (Bromeliaceae) Neoregelia kautskyi E.Pereira 1971
- (Cactaceae) Schlumbergera kautskyi (Horobin & McMillan) N.P.Taylor 1991
- (Gesneriaceae) Nematanthus kautskyi Chautems & Rossini 2005
- (Orchidaceae) Anathallis kautskyi (Pabst) Pridgeon & M.W.Chase 2001
- (Orchidaceae) Brasiliorchis kautskyi (Pabst) R.B.Singer , S.Koehler & Carnevali 2007

- La abreviatura «Kautsky» se emplea para indicar a Roberto Anselmo Kautsky como autoridad en la descripción y clasificación científica de los vegetales.[1]